# Ratzeburger Dom

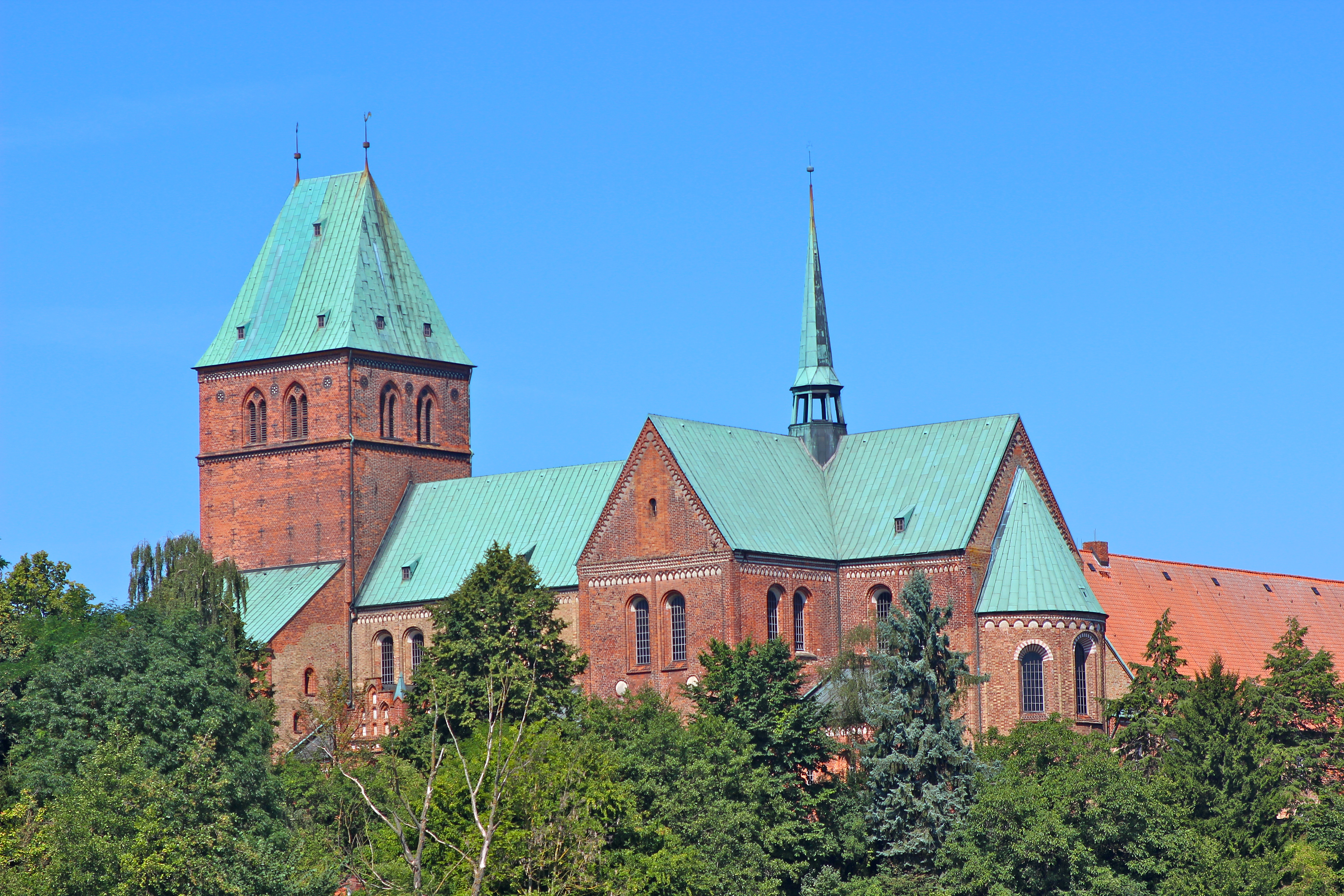
Ratzeburger Dom von Südosten

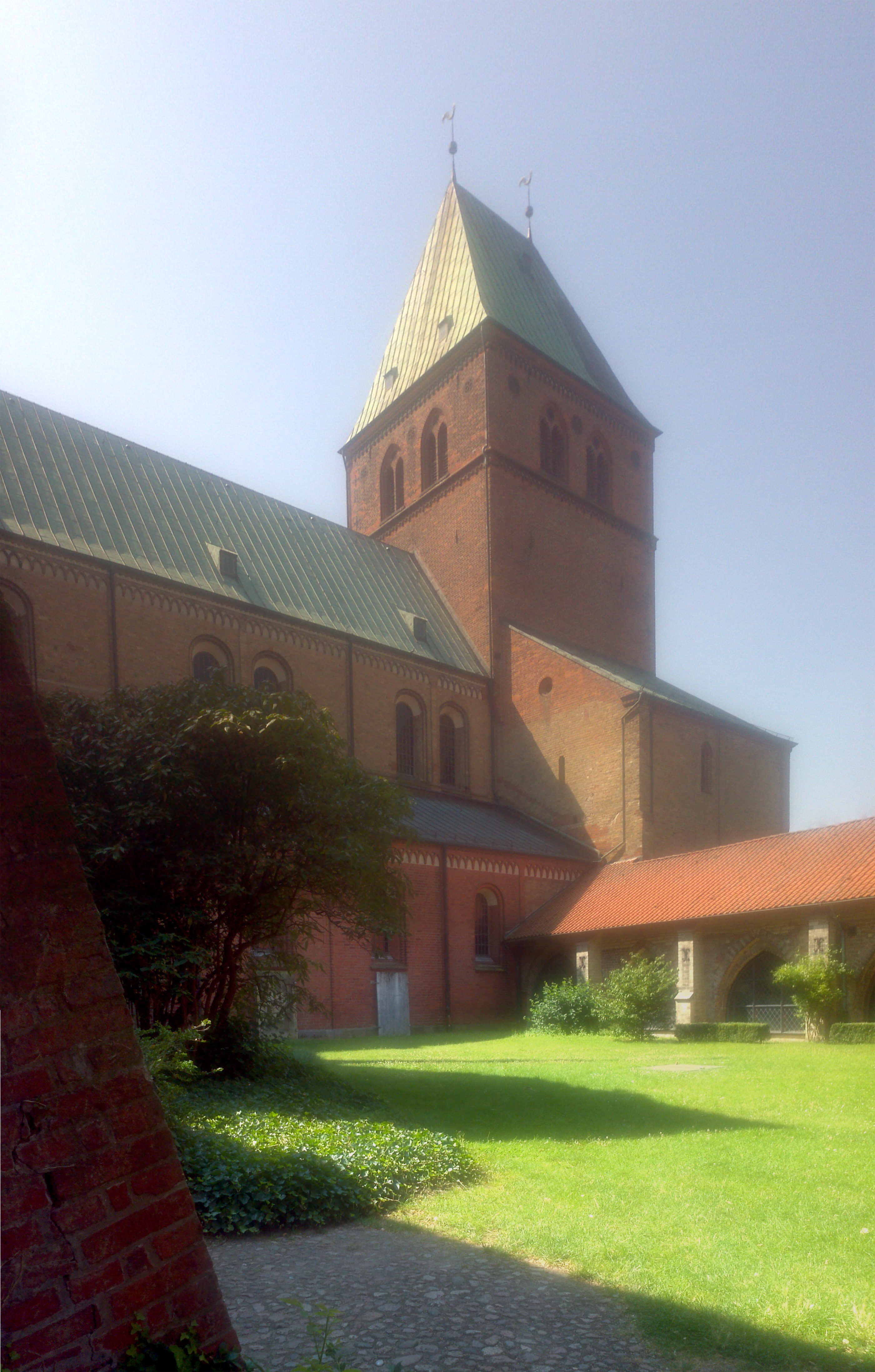
Blick aus dem Kreuzgang

Der Ratzeburger Dom (auch: Dom St. Marien und Johannis Evangelistae) ist ein herausragendes Zeugnis romanischer Backsteinarchitektur in Norddeutschland.

## Geschichte
An der Stelle des Doms befand sich zuvor das Hauptheiligtum der slawischen Göttin Siva. Das ab 1160 unter Bischof Evermod erbaute christliche Gotteshaus befindet sich auf dem höchsten Punkt der Nordspitze der Altstadtinsel von Ratzeburg. Es beherbergt die Gebeine des 1066 im Wendenaufstand getöteten hl. Ansverus. Gestiftet wurde der Dom von Heinrich dem Löwen als Bischofskirche des Bistums Ratzeburg. Der Ratzeburger Dom ist der älteste der vier sogenannten Löwendome, zu denen auch die in Schwerin, Lübeck und Braunschweig gehören. Eine Replik des Braunschweiger Löwen steht seit 1881 auf dem Domhof zu Ratzeburg.

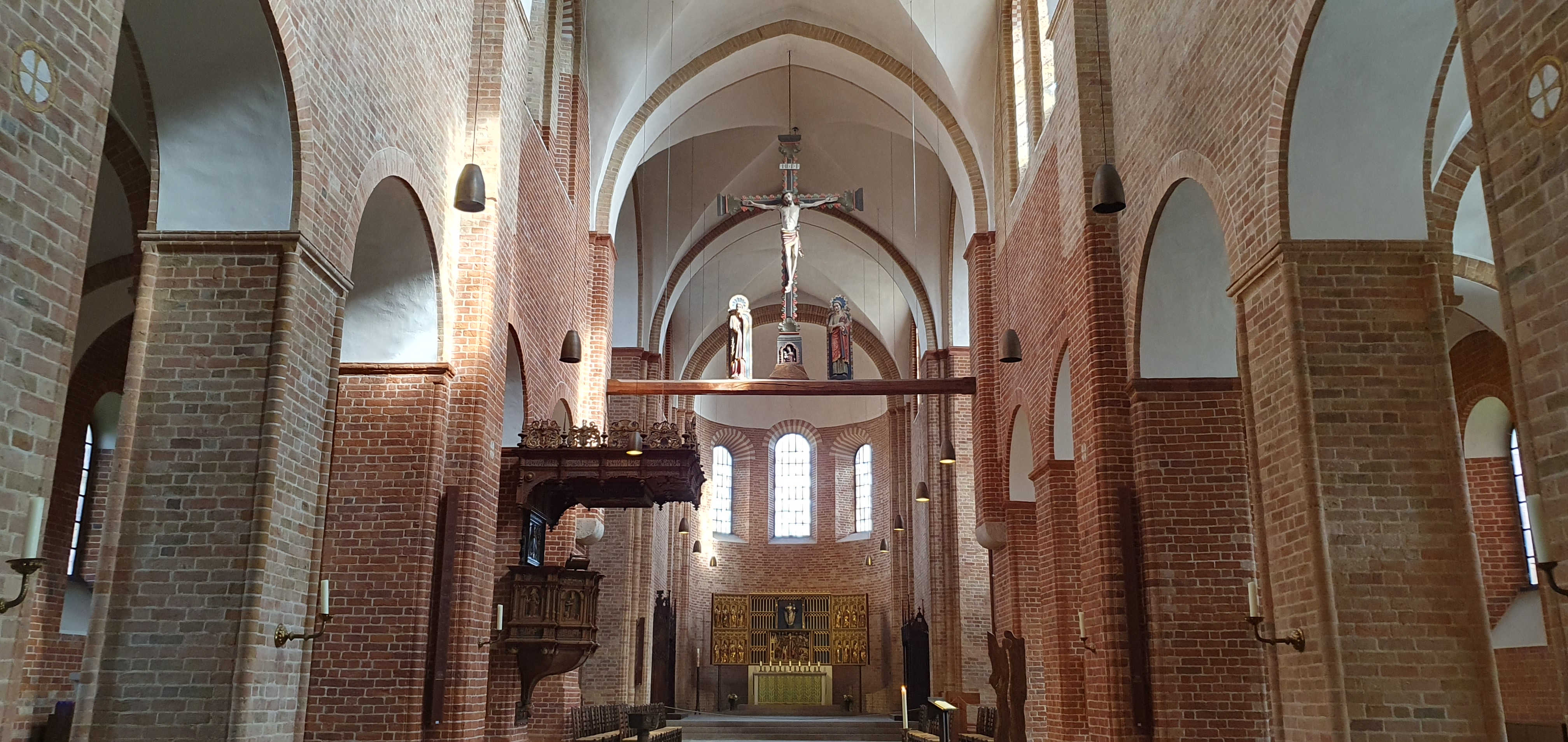
Innenansicht nach Osten

Am 11. August 1154 fand die Grundsteinlegung statt; nach 1160 begannen die Bauarbeiten am Chor. Mit der Südvorhalle wurde der Kirchenbau um 1220 vollendet. In der zweiten Hälfte des 13. Jahrhunderts wurden der Kreuzgang und das Kapitelhaus der Prämonstratenser-Chorherren angebaut, 1380 die sogenannte „Lauenburger Kapelle“.
Nach dem Tod des Bischofs Georg von Blumenthal 1550 versuchte Herzog Franz I. von Sachsen-Lauenburg vergeblich, seinen neunjährigen Sohn Magnus zum Bischof wählen zu lassen, gewählt wurde jedoch Christoph von der Schulenburg. Daraufhin rief der Herzog den Söldnerführer Vollrad von Mansfeld mit seinen Truppen ins Land, die am 23. Mai 1552 den Dom plünderten. Mansfeld blieb zwei Monate; gegen eine Zahlung von 4.000 Talern brannte er den Dom nicht nieder.
1554 veräußerte der zum Protestantismus konvertierte Bischof Christoph von der Schulenburg das Bistum für 10.000 Taler an Herzog Christoph von Mecklenburg. 1566 wurde mit Georg Usler der erste protestantische Prediger an den Dom berufen. Nach seinem Tod wurde die Pfarrstelle am Dom zunächst von den Superintendenten des Hochstifts wahrgenommen, darunter Konrad Schlüsselburg, Nicolaus Peträus und Hector Mithobius.
Seit der Säkularisation des Bistums im Westfälischen Frieden (1648) gehörten Hochstift und Domhof territorial zum Fürstentum Ratzeburg, das nach 1701 an Mecklenburg-Strelitz fiel, während die Stadt Ratzeburg zum Herzogtum Sachsen-Lauenburg gehörte. Für die Mecklenburger Herzöge wurde in direkter Nachbarschaft zum Dom das Herrenhaus der Herzöge von Mecklenburg errichtet. Der Domhof kam erst 1937 aufgrund eines Gebietstausches durch das Groß-Hamburg-Gesetz zur damals noch preußischen Provinz Schleswig-Holstein.
Der Dom und seine Gemeinde, zu der auch die Bäk gehört, blieb Teil der Evangelisch-Lutherischen Landeskirche Mecklenburgs, die jedoch nach Gründung der DDR an der Verwaltung gehindert war und deshalb 1954 per Kirchengesetz den Verwaltungsbezirk Ratzeburg, der auch die Kirchengemeinde Ziethen umfasste, schuf. Die Verwaltungsstelle wurde durch den lauenburgischen Landessuperintendenten in Ratzeburg errichtet, stand aber unter der Aufsicht des Schweriner Oberkirchenrats. 1972 ermächtigte der Oberkirchenrat das Lutherische Kirchenamt der VELKD in Hannover, seine Rechte wahrzunehmen und Schutz-, Fürsorge- und Verwaltungshilfsmaßnahmen zu gewähren. 1978 übertrug der Oberkirchenrat seine Aufgaben und Rechte an die Nordelbische Kirche. Am 23. September 1980 wurde ein Vertrag zwischen den beiden Kirchen geschlossen, der die Domgemeinde und die Gemeinde Ziethen der Nordelbischen Kirche zuordnet, ohne ihren Rechtsstatus zu ändern.
Nach der Wiedervereinigung blieb diese Zuordnung mit ihren finanziellen Vorteilen erhalten; nach jahrelangen Diskussionen wurde zwar die Kirchengemeinde Ziethen 1998 kirchenrechtlich vollständig aus Mecklenburg aus- und der Nordelbischen Kirche angegliedert; beim Dom und seiner Gemeinde hingegen ist es beim status quo geblieben, der als Ausdruck der Verbundenheit und Zusammenarbeit beider Landeskirchen angesehen wurde, die in diesem Dom ihren gemeinsamen Angelpunkt gefunden hatten. Wegen der „Brückenfunktion“ des Doms fand hier am Pfingstsonntag, dem 27. Mai 2012, der Festgottesdienst anlässlich der Vereinigung der drei norddeutschen Landeskirchen zur Evangelisch-Lutherischen Kirche in Norddeutschland statt. Bei der Vereinigung blieb der Status des Doms ohne Zugehörigkeit zu einem Kirchenkreis zunächst bestehen. Die Synode der Nordkirche beschloss im September 2016 ein Kirchengesetz, nach dem die Ratzeburger Domkirchgemeinde ab 2017 zum Kirchenkreis Lübeck-Lauenburg gehört. Am 26. Juni 2022 wurde Pröpstin Frauke Eiben im Ratzeburger Dom durch Bischöfin Kirsten Fehrs entpflichtet. Am 4. September 2022 wurde Philip Graffam, der neue Propst der Propstei Lauenburg, im Ratzeburger Dom in sein Amt eingeführt.
Das dingliche Kirchenpatronat mit der Verantwortung für die Baulast von Dom und zugehörigen Gebäuden liegt beim Land Schleswig-Holstein; die Liegenschaften werden vom Gebäudemanagement Schleswig-Holstein betreut.

## Architektur

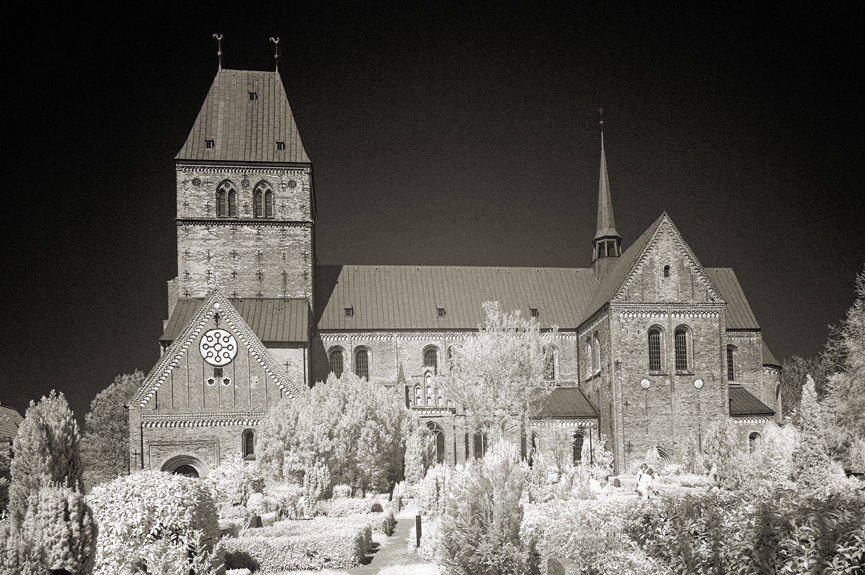
Dom, von der Südseite gesehen

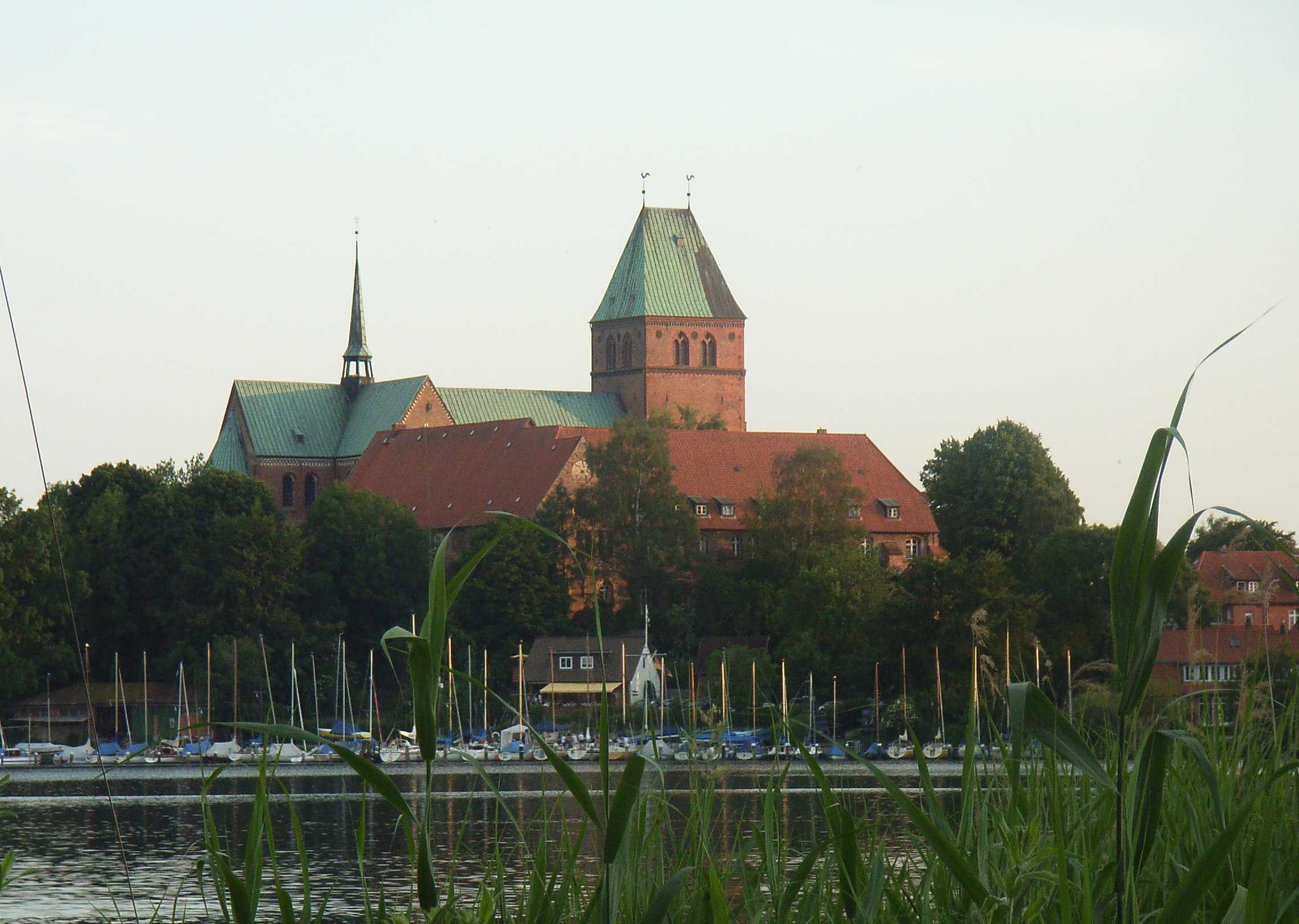
Ratzeburger Dom, von Bäk über den Ratzeburger See

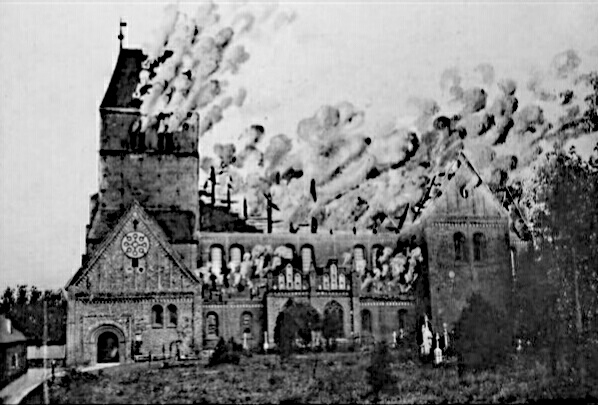
Der brennende Dom am 19. August 1893

Das eindrucksvolle Bauwerk ist eine dreischiffige romanische Basilika im gebundenen System mit Querhaus, gotischem Kreuzgang des angegliederten Prämonstratenser-Klosters (1251) auf der Nordseite und wuchtigem Westturm. Komplettiert wird das Westwerk des Doms von zwei querhausartigen Anbauten, die zu beiden Seiten dem Turm angefügt sind; ursprünglich war die Anlage von Doppeltürmen geplant. Auf der Südseite gliedert sich hier ebenfalls noch eine niedrigere Vorhalle, die Südervorhalle von 1220, an, die über eine prächtige Fassade mit verziertem Giebel in opus spicatum verfügt. Diese Formen treten auch weiter östlich an der Klosterkirche Sonnenkamp und den Pfarrkirchen in Neubukow und Schwaan auf.
Über der Vierung des Bauwerks erhebt sich ein hoher Dachreiter.
Einige Elemente des ursprünglichen romanischen Baus wurden während der Gotik entsprechend angepasst, sodass mitunter Spitzbögen bei den Fenstern auftreten (z. B. am Turmschaft). Auch das Gewölbe des Mittelschiffes wurde gotisch umgestaltet, wobei die Arkaden zu den Seitenschiffen den romanischen Rundbogen behalten haben.
1693 wurde der Dom bei der Beschießung der Stadt Ratzeburg durch die dänischen Truppen König Christians des V. nur beschädigt, während die Stadt Ratzeburg in Schutt und Asche sank. 1876 bis 1881 erfolgte eine umfassende Restaurierung des Doms unter Leitung von Georg Daniel, bei der auch die gotischen Kapellenanbauten bis auf die Lauenburger Kapelle beseitigt wurden. Nachdem während eines Gewitters am 19. August 1893 der Blitz einschlug, wurden Teile des Baus durch einen Brand zerstört. Die nachfolgenden Restaurierungen wurden bis 1899 durch Georg Daniel und Friedrich Wilhelm J. Rickmann durchgeführt. Bei den letzten größeren Restaurierungen (1953–1966) wurde der ursprüngliche Zustand wiederhergestellt. Heute ist der mittelalterliche Dom eines der ältesten Kirchengebäude im Land Schleswig-Holstein. Die Gesamtanlage mit Dom, Kreuzgang und Klosterbauten ist eines der am vollständigsten erhaltenen Ensembles der Spätromanik in Europa.

## Ausstattung
Der Dom besitzt eine reichhaltige Innenausstattung. So beherbergt er unter anderem Teile des ältesten Chorgestühls Norddeutschlands.
Auch der im frühbarocken Knorpelstil gehaltene Hochaltar von Gebhard Jürgen Titge (1629, heute im südlichen Querschiff) sowie das 1649 ebenfalls von Titge im gleichen Stil geschaffene herzogliche Epitaph von August von Sachsen-Lauenburg und seiner Ehefrau Gräfin Catharina zu Oldenburg und Delmenhorst, der geschnitzte Flügelaltar aus der Spätgotik mit Flügeln aus der Lübecker Werkstatt des Hermen Rode (~1490), die Rückseiten der Tafeln bemalt von Hinrich van Kroghe (1483), die prächtige Renaissancekanzel von 1576 und eine Triumphkreuzgruppe aus dem 13. Jahrhundert sind nur einige Beispiele.
Das Taufbecken stiftete 1440 Bischof Pardam von dem Knesebeck († 6. Oktober 1440).
In der Lauenburger Kapelle am südlichen Seitenschiff befindet sich das Grabmal von Herzog Johann IV. von Sachsen-Lauenburg und seiner Ehefrau samt dem herzoglichen Kirchengestühl. Das nicht zugängliche Erbbegräbnis der Lauenburger Herzöge befindet sich unterhalb der Vierung. Auch die Gebeine des heiligen Ansverus sind im Ratzeburger Dom bestattet.
Im Innenhof des Kreuzgangs befindet sich seit 1978 ein Nachguss der Plastik des Bettlers von Ernst Barlach, einer der Klinkerbrände aus der Gemeinschaft der Heiligen am Westwerk der Lübecker Katharinenkirche.

## Orgeln
Die Geschichte der Orgeln im Ratzeburger Dom lässt sich bis in das Jahr 1230 zurückverfolgen; der Dom hatte damals eines der ersten Instrumente in Norddeutschland. Im Jahre 1563 baute der Orgelbauer Jacob Scherer ein neues Instrument; im Jahr 1619 errichtete der Orgelbauer Albrecht Lewin eine Schwalbennestorgel, die insgesamt 38 Register hatte.
Nach der Renovierung des Domes Ende des 19. Jahrhunderts baute der Orgelbaumeister Friedrich Albert Mehmel (Stralsund) auf der Westempore eine große Domorgel. Das Instrument hatte 41 Register auf drei Manualen und Pedal. 1902 wurde dieses Instrument von dem Orgelbauer Barnim Grüneberg (Stettin) umgebaut; dieses wiederum wurde 1954 durch die Orgelbaufirma Kemper und Sohn (Lübeck) erneut umgebaut. Bereits im Jahre 1966 baute die Orgelbaufirma Kemper ein neues Instrument für den zwischenzeitlich restaurierten Dom.

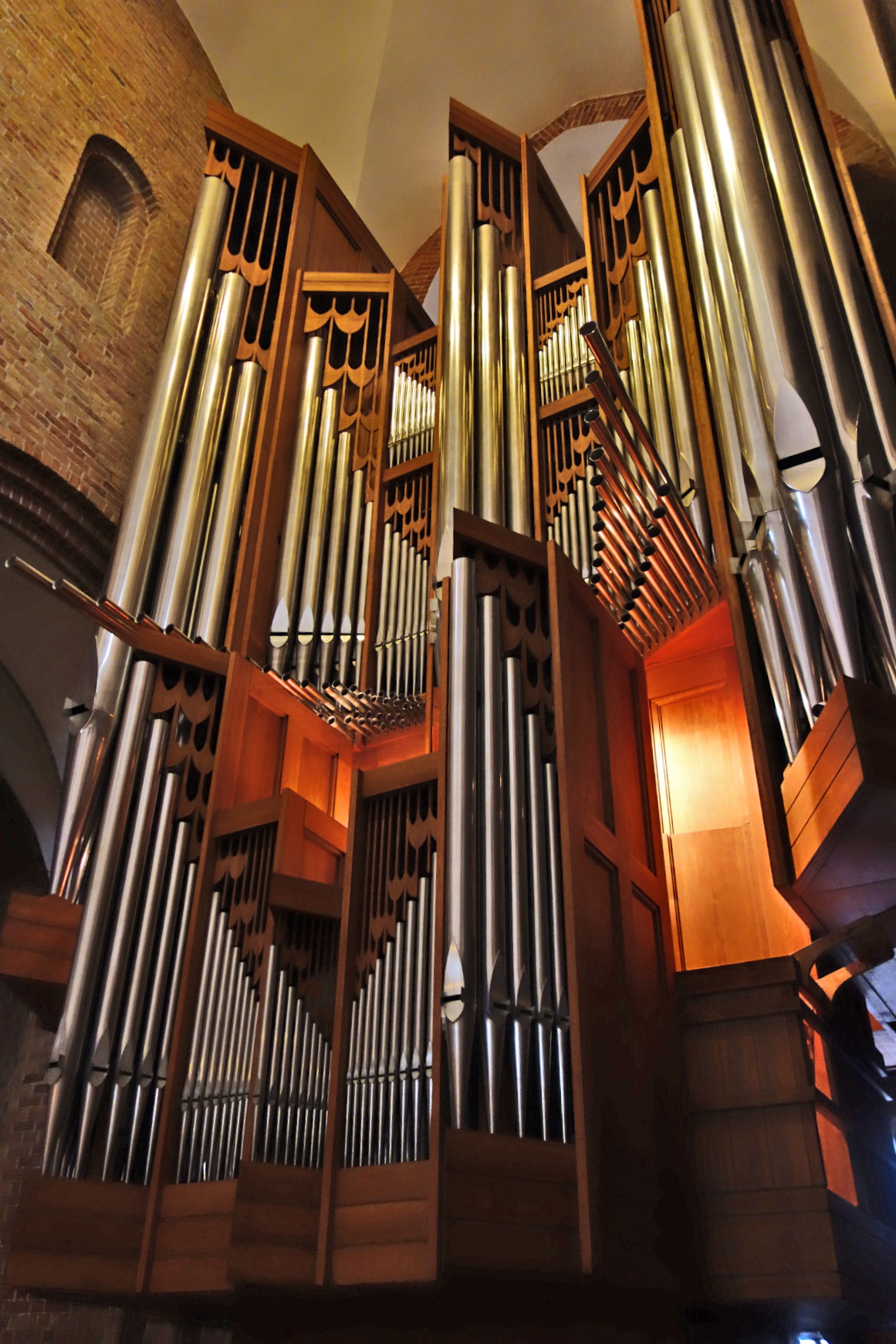
Rieger-Orgel von 1978

Heute verfügt der Dom über drei Orgeln, die allesamt neueren Datums sind.

### Große Domorgel
Die große Orgel vor der Westwand des Domes wurde 1978 von der Orgelbaufirma Rieger (Vorarlberg) mit 60 Registern auf vier Manualen und Pedal erbaut. Sie besitzt zwei Horizontalzungenregister, einen Zimbelstern und ein Glockenspiel. 1994 wurde im Schwellwerk ein Carillon hinzugefügt sowie das ganze Instrument 2013 von Schimmel befreit und klanglich überarbeitet. Auf Anregung des Domorganisten Christian Skobowsky wurde die Disposition der Orgel dabei geringfügig verändert (vgl. Anmerkungen). Die Spiel- und Registertrakturen sind mechanisch.
| I Rückpositiv C–g3 |                      |        |
| 01.                | Principal            | 08′    |
| 02.                | Rohrflöte            | 08′    |
| 03.                | Quintade             | 08′    |
| 04.                | Octav                | 04′    |
| 05.                | Koppelflöte          | 04′    |
| 06.                | Sesquialter II       | 02 ⁄3′ |
|                    | Quinte (aus Nr. 6.)0 | 02 ⁄3′ |
| 07.                | Prinzipal            | 02′    |
| 08.                | Quinte               | 01 ⁄3′ |
| 09.                | Scharff IV           | 01′    |
| 10.                | Rankett              | 16′    |
| 11.                | Krummhorn            | 08′    |
|                    | Tremulant            |        |

| II Hauptwerk C–g3 |                   |        |
| 12.               | Principal         | 16′    |
| 13.               | Principal         | 08′    |
| 14.               | Spitzflöte        | 08′    |
| 15.               | Metallgedeckt0    | 08′    |
| 16.               | Octav             | 04′    |
| 17.               | Quinte            | 02 ⁄3′ |
| 18.               | Super Octav       | 02′    |
| 19.               | Cornett V         | 08′    |
| 20.               | Mixtur major VI   | 02 ⁄3′ |
| 21.               | Mixtur minor IV 0 | 02′    |
| 22.               | Fagott            | 16′    |
| 23.               | Trompete          | 08′    |
| 24.               | Span. Trompete    | 08′    |
| 25.               | Span. Trompete    | 04′    |

| III Schwellwerk C–g3 |                  |         |
| 26.                  | Bordun           | 16′     |
| 27.                  | Holzprincipal    | 08′     |
| 28.                  | Bleigedackt      | 08′     |
| 29.                  | Gamba            | 08′     |
| 30.                  | Schwebung        | 08′     |
| 31.                  | Octav            | 04′     |
| 32.                  | Blockflöte       | 04′     |
| 33.                  | Viola            | 04′     |
| 34.                  | Nasat            | 02 ⁄3′  |
| 35.                  | Waldflöte        | 02′     |
| 36.                  | Terz             | 01 3⁄5′ |
| 37.                  | Sifflet          | 01′     |
| 38.                  | Mixtur VI        | 02 ⁄3′  |
| 39.                  | Dulzian          | 16′     |
| 40.                  | Oboe             | 08′     |
| 41.                  | Franz. Trompete0 | 08′     |
|                      | Tremulant        |         |

| IV Brustwerk C–g3 |                 |         |
| 42.               | Holzgedackt     | 08′     |
| 43.               | Holzrohrflöte 0 | 04′     |
| 44.               | Gemshorn0       | 02′     |
| 45.               | Terzsept IV     | 01 3⁄5′ |
| 46.               | Zimbel II       | 0 1⁄3′  |
| 47.               | Regal           | 16′     |
| 48.               | Vox humana      | 08′     |
|                   | Tremulant       |         |

| Pedal C–f1 |                  |        |
| 49.        | Principal        | 32′    |
| 50.        | Principal        | 16′    |
| 51.        | Subbaß *         | 16′    |
| 52.        | Octav            | 08′    |
| 53.        | Gedackt *        | 08′    |
| 54.        | Octav            | 04′    |
| 55.        | Rohrpfeife *     | 04′    |
| 56.        | Rauschpfeife IV0 | 02 ⁄3′ |
| 57.        | Kontrafagott     | 32′    |
| 58.        | Bombarde         | 16′    |
| 59.        | Posaune          | 08′    |
| 60.        | Schalmei *       | 04′    |

- Koppeln: III/I, I/II, III/II, IV/II, I/P, II/P, III/P, IV/P
- Nebenregister: Zimbelstern V in G (Rückpositiv), Glockenspiel V in C (Hauptwerk), Carillon (37 Bronze-Glocken, Schwellwerk)
- Kollektivzüge für Prinzipale, Mixturen und Zungen (wirken nur auf Hauptwerk- und Pedalregister)
- Sperrventil für Großpedal, es bleiben die mit * gekennzeichneten Register
- Anmerkungen:

1. ↑  Bis 2013 Sesquialter 2 2⁄3′; das Register wurde geteilt und die Quinte 2 2⁄3′ mittels eines Vorabzuges einzeln registrierbar gemacht, um die Farbvielfalt zu erhöhen.
2. ↑  Bis 2013 im Brustwerk, getauscht mit 44. Gemshorn 2′.
3. ↑  Die wenig charakteristische Flöte 4’ im Hauptwerk wurde zum Metallgedeckt 8’ umgearbeitet, um ein (wirklich) leises Begleitregister zu gewinnen.
4. ↑  Ursprüngliche Oboe 8’ 2013 durch neue Oboe 8’ französischer Art ersetzt.
5. ↑  Bis 2013 in 4-Fuß-Lage; nach unten erweitert um eine Oktave und zum 8-Fuß-Register aufgerückt.
6. ↑  Bis 2013 im Rückpositiv, getauscht mit 7. Prinzipal 2′.

### Chororgel

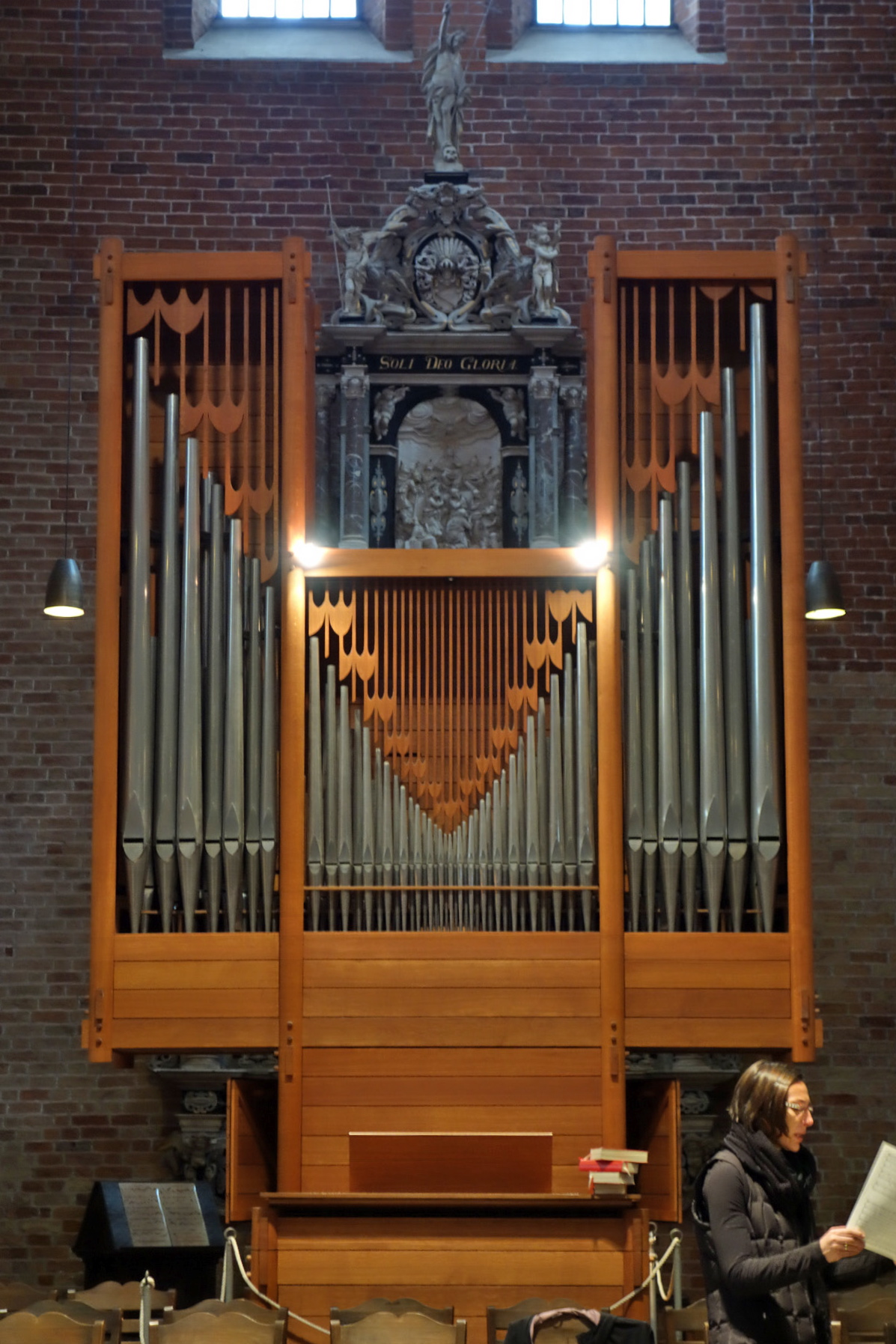
Rieger-Orgel von 1972

Die Chororgel wurde 1972 von der Orgelbaufirma Rieger (Vorarlberg, Österreich) erbaut und am südlichen Rand des Chorraumes aufgestellt. Das Instrument wurde 1977 und 1997 erweitert. Es hat heute 12 Register auf zwei Manualen und Pedal.
| I Unterwerk C–g3 (schwellbar) |           |       |
| 1.                            | Bordun    | 8′    |
| 2.                            | Rohrflöte | 4′    |
| 3.                            | Principal | 2′    |
| 4.                            | Quinte    | 1 ⁄3′ |
| 5.                            | Octave    | 1′    |
|                               | Tremulant |       |

| II Hauptwerk C–g3 |                |        |
| 06.               | Gemshorn       | 8′     |
| 07.               | Principal      | 4′     |
| 08.               | Flöte          | 4′     |
| 09.               | Quinte         | 2 ⁄3′  |
| 10.               | Waldflöte      | 2′     |
| 11.               | Terz (ab c0) 0 | 1 3⁄5′ |
|                   | Tremulant      |        |

| Pedal C–f1 |           |     |
| 12.        | Subbass 0 | 16′ |

### Paradies-Orgel

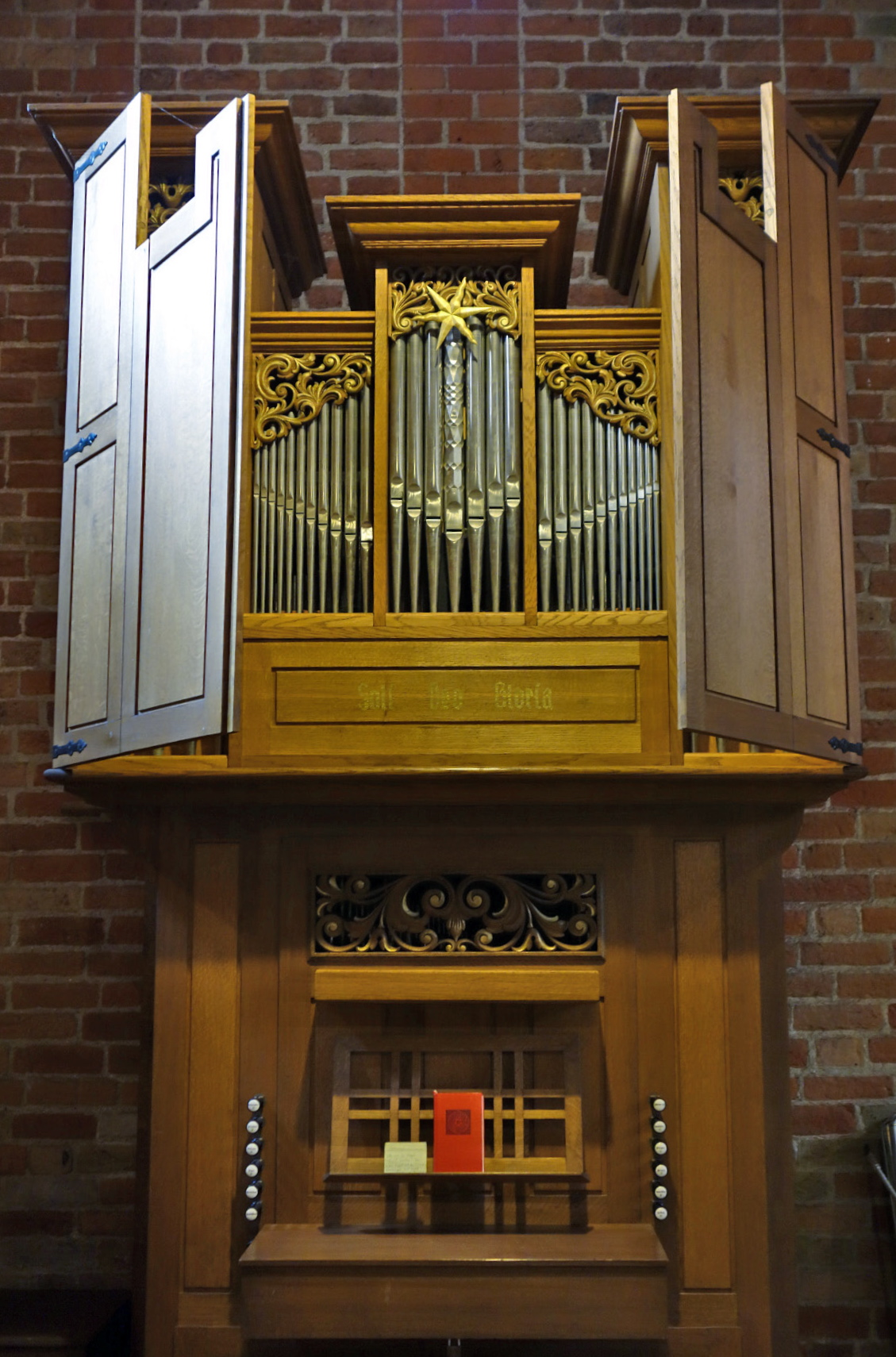
Becker-Orgel von 1985

Die kleine Orgel in der Vorhalle des Domes, dem „Paradies“, wurde 1985 von dem Orgelbauer Michael Becker erbaut. 2018 wurde das Instrument von dem Orgelbauer Jörg Bente umgebaut und neu intoniert. Das Schleifladen-Instrument hat 11 Register auf zwei Manualen und Pedal.
| I Hauptwerk C–g3 |              |    |
| 1.               | Rohrflöte    | 8′ |
| 2.               | Prinzipal    | 4′ |
| 3.               | Pommer       | 4′ |
| 4.               | Waldflöte    | 2′ |
| 5.               | Mixtur III 0 |    |

| II Brustwerk C–g3 |                  |    |
| 6.                | Gedackt          | 8′ |
| 7.                | Rohrflöte        | 4′ |
| 8.                | Prinzipal        | 2′ |
| 9.                | Sesquialter II 0 |    |
| 10.               | Regal            | 8′ |
|                   | Tremulant        |    |

| Pedal C–f1 |           |     |
| 11.        | Subbass 0 | 16′ |

- Koppeln: II/I, I/P, II/P

Zu den namhaften Organisten des Doms gehörte der Kirchenmusikdirektor Neithard Bethke. Sein Nachfolger seit 2007 und derzeitiger Kirchenmusiker am Dom ist Christian Skobowsky, der vorher am Freiberger Dom tätig war.

## Glocken
Beim Brand des Doms 1893 wurden die vier historischen Glocken zerstört. Sie waren alle in Lübeck gegossen worden, und zwar 1678 von Albert Benningk, 1727 von Lorenz Strahlborn und 1752 von Johann Hinrich Armowitz. Die anschließend neu gegossenen Glocken wurden im Ersten Weltkrieg 1917 zu Rüstungszwecken eingezogen. Als Ersatz waren ursprünglich vier Glocken vom Bochumer Verein mit den Schlagtönen b°, dis', es' und a' vorgesehen. Aus wirtschaftlichen Gründen nahm man aber dann drei Eisenhartgussglocken von der Gießerei Schilling & Lattermann in Morgenröthe-Rautenkranz in der Disposition h°, d', e'. Diese wurden 1927 in einen mehrere hundert Jahre alten, hölzernen Glockenstuhl und an stark gekröpfte Joche gehängt. Gegen Ende des 20. Jahrhunderts waren die Schäden durch Abnutzung und Rost irreparabel geworden. Man plante also ein neues Geläut aus Bronze. Ende 1999 begann eine Spendenaktion. Im Frühjahr 2000 waren die Schäden so groß, dass man die Glocken stilllegen musste, aber gegen Ende jenes Jahres waren genug Spendengelder gesammelt. So wurden 2001 sechs Bronzeglocken in der Disposition h', gis', fis', dis', cis' und ais° von der Glocken- und Kunstgießerei Rincker in Sinn gegossen. Die alten Eisenhartgussglocken wurden aus dem Turm gehoben, für die größte musste die Turmöffnung vergrößert werden. Nach einer einige Tage benötigenden Erweiterung des Glockenstuhls wurden die sechs neuen Glocken in den Turm gehoben. Die vier kleinen Glocken wurden mitsamt Holzjoch in den Turm gehoben, bei den beiden großen Glocken wurden die Joche in der Glockenstube montiert. An Sonntagen von 9:45 Uhr bis 10:55 Uhr erklingt ein Teilgeläut aus den Glocken gis', fis', dis' und cis'.
| Nr. | Name               | Gussjahr | Gießer, Gussort                            | Masse0 (kg) | Durchmesser (mm) | Schlagton (HT-1/16) |
| 1   | Sterbeglocke       | 2001     | Glocken- und Kunstgießerei Rincker, Sinn 0 | 2947        | 1677             | b0                  |
| 2   | Betglocke          | 2001     | Glocken- und Kunstgießerei Rincker, Sinn 0 | 1886        | 1431             | des1                |
| 3   | Abendmahlsglocke   | 2001     | Glocken- und Kunstgießerei Rincker, Sinn 0 | 1292        | 1267             | es1                 |
| 4   | Taufglocke         | 2001     | Glocken- und Kunstgießerei Rincker, Sinn 0 | 857         | 857              | ges1 –3             |
| 5   | Gottesdienstglocke | 2001     | Glocken- und Kunstgießerei Rincker, Sinn 0 | 648         | 995              | as1                 |
| 6   | Friedensglocke     | 2001     | Glocken- und Kunstgießerei Rincker, Sinn 0 | 443         | 860              | ces2                |

## Geistliche
Für die Bischöfe, siehe die Liste der Bischöfe von Ratzeburg.
Die folgenden Personen waren als Geistliche mit wechselnder Amtsbezeichnung am Ratzeburger Dom nach Einführung der Reformation tätig:
- 1566–1597: Georg Usler, Pastor

- 1589–1593: Henricus Berndes, Diaconus

- 1590–1594: Konrad Schlüsselburg, Superintendent

- 1593–1624: Josau Huxterus (Hückstedt), Diaconus

- 1598–1641: Nicolaus Peträus, Superintendent

- 1625–1639: Jeremias Schrey, Diaconus
- 1639–1645: Zacharias Vogel, Diaconus

- 1641–1654: Hector Mithobius, Superintendent

- 1646–1654: Johann Daniel von Engeln, Diaconus
- 1654–1660: Johannes Beverinus, Diaconus

- 1656–1663: Johann Friedrich König, Superintendent

- 1660–1663: Gottlieb Schwarz (Theophilus Nigrinus), Diaconus

Vakanz
- 1669–1703: Laurentius Gutzmer, Pastor, ab 1690 Senior, ab 1701 Propst
- 1704–1750: Gottfried Kohlreif, Propst
- 1751–1766: Ernst Martin Ditmar, Propst
- 1767–1801: Karl Albert Nauwerk, Propst
- 1802–1830: Carl Gottlob Heinrich Arndt, Propst und Domprediger
- 1831–1856: Carl Genzken, Propst
- 1859–1890: Johannes Rußwurm, Propst
- 1891–1909: Hermann Ohl, Propst
- 1909–1917: Ernst Ahlers, Dompropst
- 1917–1933: Carl Ludwig Bossart, Dompropst
- 1934–1965: Hans Henning Schreiber, Dompropst, Landessuperintendent
- 1965–1975: Heinz-Dietrich Groß, Dompropst
- 1976–1993: Uwe Steffen, Dompropst
- 1993–2001: Hans-Jürgen Müller, Dompropst
- 2001- 2024: Gert-Axel Reuß, Dompropst
- Seit 2025: Alexander Uhlig[24]